# William Fenn Jr
William Fenn Jr   (Newark, 14 de setembre de 1904 - Point Pleasant, 22 de desembre de 1980) fou un ciclista estatunidenc, professional des del 1925 fins al 1930. Es va especialitzar en les curses de sis dies. Va participar en els Jocs Olímpics de 1924.
El seu pare William també es dedicà al ciclisme.

## Palmarès
- 1923
  -  Campió dels Estats Units amateur en Velocitat